# Kick Smit
Pour les articles homonymes, voir Smit.
Johannes Chrishostomos Smit, dit Kick Smit (né le 3 novembre 1911 à Bloemendaal ; mort le 1er juillet 1974 à Haarlem), est un footballeur néerlandais.

## Biographie

### Club
Durant les années 1930, il est l'avant-centre de HFC Haarlem.

### International
Il joue avec l'équipe des Pays-Bas. Il inscrit 26 buts en 29 sélections entre 1934 et 1946, notamment un quadruplé contre la Belgique le 27 février 1938 à Rotterdam à l'occasion d'une victoire 7-2 des Néerlandais. Il a l'occasion de disputer les coupes du monde 1934 et 1938 mais les Pays-Bas y sont à chaque fois éliminés au premier tour.

## Carrière
- 1933-1955 :  HFC Haarlem

- Pays-Bas : 29 sélections / 26 buts (1934-1946)